# Dihelus
Dihelus is een geslacht van insecten uit de orde vliesvleugeligen (Hymenoptera) en de familie Ichneumonidae.

## Soorten
- D. burmensis Gupta & Gupta, 1979
- D. flavosternum Gupta & Gupta, 1979
- D. fulvus Gupta & Gupta, 1979
- D. granulosus Gupta & Gupta, 1979
- D. hylaevorus (Momoi, 1966)
- D. kumaonensis Gupta & Gupta, 1979
- D. maculatus Gupta & Gupta, 1979
- D. nanitalensis Gupta & Kashyap, 2006
- D. niger Gupta & Gupta, 1978
- D. orientalis Gupta & Gupta, 1979
- D. philippinus Gupta & Gupta, 1979
- D. rufipleuris Townes, 1970